# Разворотнев, Николай Васильевич
Никола́й Васи́льевич Разворо́тнев (род. 9 апреля 1954) — российский политический деятель. Депутат Государственной Думы пятого и шестого созывов от КПРФ (2007—2016), депутат Липецкого областного совета депутатов 6 созыва (с 2016 года).

## Биография
Родился 9 апреля 1954 года в посёлке Ново-Воскресеновка Аннинского района Воронежской области в семье крестьян. В 1965 году окончил начальную школу, а в 1971 году — Садовскую среднюю школу № 1 в этом же районе. В 1980 году окончил Липецкий политехнический институт по специальности «инженер-механик». В 1989 году окончил Академию общественных наук при ЦК КПСС. С конца 1980-х работал директором Липецкого металлургического колледжа.
В 2006 году избран депутатом Липецкого областного совета народных депутатов четвёртого созыва, входил в состав комитета по науке, образованию, культуре, делам семьи и молодёжи.
В декабре 2007 года избран депутатом Государственной думы пятого созыва по избирательному списку КПРФ в Липецкой области. На выборах КПРФ получила в области 13,03 % голосов, что дало ей право на один депутатский мандат. Член комитета по образованию.
В ноябре 2008 года вошёл в состав Центрального комитета КПРФ. Первый секретарь комитета Липецкого областного отделения КПРФ.
4 декабря 2011 года избран депутатом Государственной Думы VI созыва по списку Липецкой региональной группы КПРФ. Член фракции КПРФ.
18 сентября 2016 года избран депутатом Липецкого областного совета депутатов VI созыва от КПРФ.